# Benkovce
Benkovce este o comună slovacă, aflată în districtul Vranov nad Topľou din regiunea Prešov. Localitatea se află la altitudinea de 138 m deasupra n.m., se întinde pe o suprafață de 8,24 km2 și în 2017 număra 546 de locuitori.

## Istoric
Localitatea Benkovce este atestată documentar din 1363.

## Demografie
| An:                | 1994 | 2004   | 2014   | 2024   |
| ------------------ | ---- | ------ | ------ | ------ |
| Număr de persoane: | 554  | 541    | 534    | 567    |
| Diferență:         |      | −2,34% | −1,29% | +6,17% |

| An:                | 2023 | 2024   |
| ------------------ | ---- | ------ |
| Număr de persoane: | 563  | 567    |
| Diferență:         |      | +0,71% |